# فردی سیرس
فردی سیرس (انگلیسی: Freddie Sears؛ زادهٔ ۲۷ نوامبر ۱۹۸۹) یک بازیکن فوتبال اهل بریتانیا است.